# Novoselci, Kozarska Dubica
Novoselci so naselje v občini Kozarska Dubica, Bosna in Hercegovina. 

## Deli naselja
Bašići, Čelica, Krivde, Ličani in Novoselci.

## Prebivalstvo
| Pregled števila prebivalcev po letih | Pregled števila prebivalcev po letih | Pregled števila prebivalcev po letih | Pregled števila prebivalcev po letih | Pregled števila prebivalcev po letih | Pregled števila prebivalcev po letih |
| ------------------------------------ | ------------------------------------ | ------------------------------------ | ------------------------------------ | ------------------------------------ | ------------------------------------ |
| 1948                                 | 1953                                 | 1961                                 | 1971                                 | 1981                                 | 1991                                 |
| -                                    | -                                    | -                                    | 222                                  | 224                                  | 191                                  |

| Narodna sestava prebivalstva po letih                                                                                      | Narodna sestava prebivalstva po letih                                                                                         | Narodna sestava prebivalstva po letih                                                                                      |
| --- | --- | --- |
| 1971 | 1981 | 1991 |
| . skupaj: 222 Srbi 221 (99,54 %) Hrvati 1 (0,45 %) Muslimani 0 (0,00 %) Jugoslovani 0 (0,00 %) drugi in neznano 0 (0,00 %) | . skupaj: 224 Srbi 189 (84,37 %) Hrvati 0 (0,00 %) Muslimani 0 (0,00 %) Jugoslovani 12 (5,35 %) drugi in neznano 23 (10,26 %) | . skupaj: 191 Srbi 182 (95,28 %) Hrvati 1 (0,52 %) Muslimani 0 (0,00 %) Jugoslovani 3 (1,57 %) drugi in neznano 5 (2,61 %) |